# Quartier Saint-Clément - Jardin-des-Plantes
Le quartier Saint-Clément – Jardin des Plantes est l'un des douze quartiers de Rouen, en rive gauche. Il s'organise notamment autour de l'église Saint-Clément (XIXe siècle) et du jardin des Plantes.
Selon la nomenclature de l'Insee reprise par la ville de Rouen, le quartier est délimité :
- au nord, par le boulevard de l'Europe,
- à l'est, par la limite communale avec Sotteville-lès-Rouen,
- au sud, par les limites communales avec Le Petit-Quevilly et Sotteville-lès-Rouen,
- à l'ouest, par la rue de la Motte et la limite communale avec Le Petit-Quevilly.

## Monuments et bâtiments
- Église Saint-Clément (1870-1872)[3], due à l'architecte Jacques-Eugène Barthélémy. Peintures de l'abside d'Alexandre-Amédée Dupuy Delaroche et fresques du chœur de Philippe Zacharie (Saint Louis versant à boire aux pauvres et Jean-Baptiste de La Salle, 1902) ; monument aux morts dans le transept dessiné par Pierre Chirol ; grand orgue d'Ernest Bouillou (1902) ; tympan sculpté par Falconis ; chaire de style néo-roman due à l'architecte Barthélémy et exécutée par le sculpteur Onésime Geoffroy[4].
- Jardin des Plantes.
- Fontaine due à l'architecte Édouard Deperthes, avec statue en bronze de Jean-Baptiste de La Salle, œuvre d'Alexandre Falguière (1875) sur la place Saint-Clément[5].
- Ancien manoir de Saint-Yon[6] : chapelle Saint-Yon (1734) et ancienne École normale d'instituteurs (1881), aujourd'hui Pôle régional des savoirs.
- L'ancien quartier Pélissier (appelé jusqu'en 1974 quartier Richepanse) a hébergé de 1874 à 1914 le 7e régiment de chasseurs à cheval[7], le 6e régiment de chasseurs à cheval, le 406e régiment d'artillerie, le 71e régiment du génie puis, de 1974 à 1990, le 39e régiment d'infanterie. Il est occupé aujourd'hui en partie par des services de la Ville de Rouen, regroupés sur ce site sous l'appellation de « centre municipal Charlotte-Delbo ».
- Ancienne filature Berger et Roy « La Ruche » (1887) transformée en lofts, 80 rue d'Elbeuf[8],[9],[10],[11].
- Maison d'arrêt de Rouen dite « Bonne Nouvelle ».
- Centre d'incendie et de secours Rouen Sud.
- Chambre de métiers de la Seine-Maritime.
- Central téléphonique de Saint-Clément dû à André Chatelin[12].
- Direction régionale de l'Environnement, de l'Aménagement et du Logement, rue Dufay.
- Habitations à bon marché « Le Foyer ouvrier », place des Martyrs-de-la-Résistance[13].

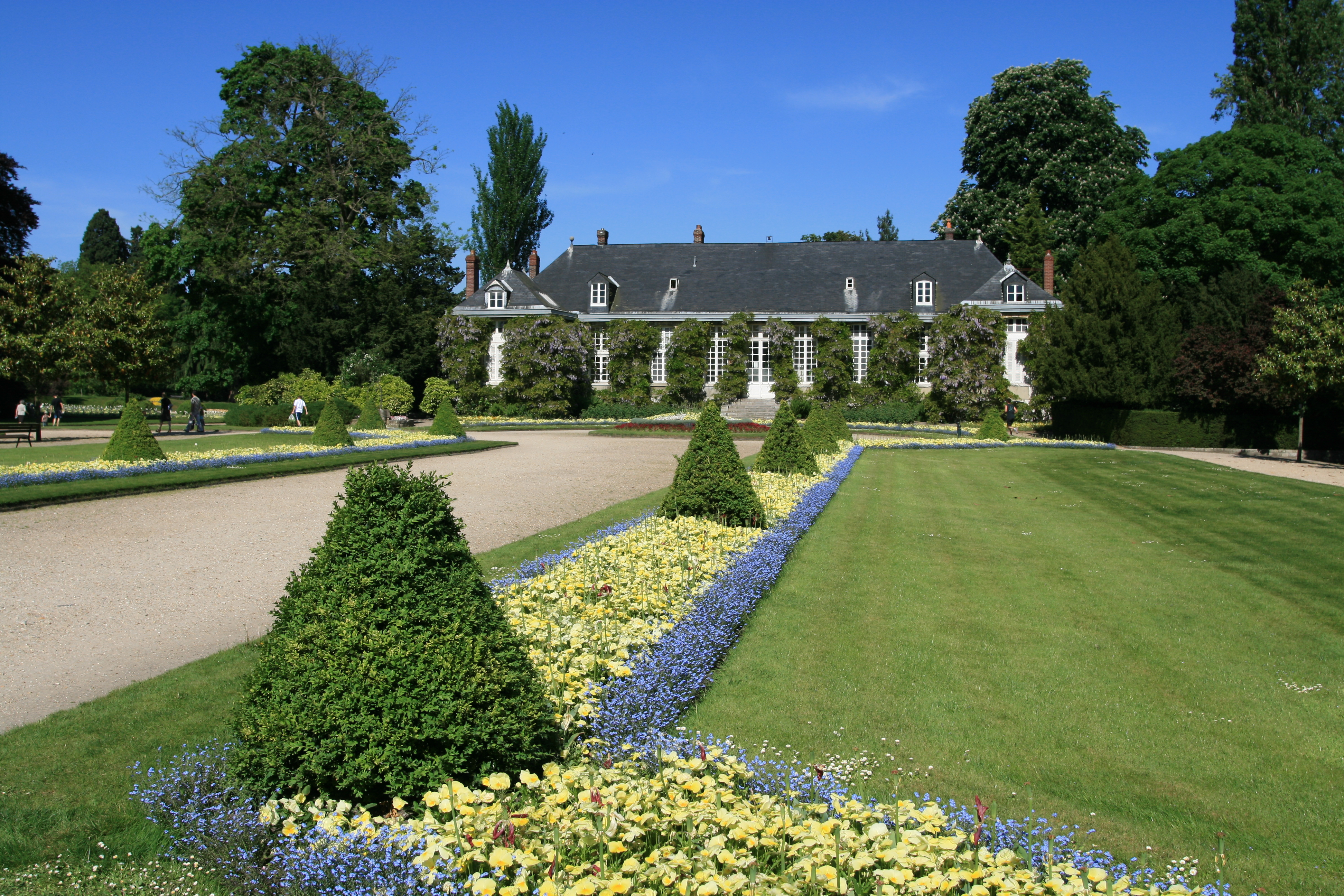
Le jardin des plantes.

## Personnalités liées au quartier
- Philippe Desportes (1546-1606)
- Jean-Baptiste de La Salle
- Alphonse Du Breuil (1811-1890)
- François Merry Delabost (1836-1918)
- Édouard Eveno (1884-?), peintre animalier
- Bénédict Morel (1809-1873)
- Paul Baudry (1825-1909) vécut au manoir de la Motte
- Paul Paray (1886-1979), qui fut organiste de l'église Saint-Clément
- Jacques Anquetil, qui a effectué son service militaire au quartier Richepanse
- Sophie Moyse (1961-2020)